# Axel Aurelius

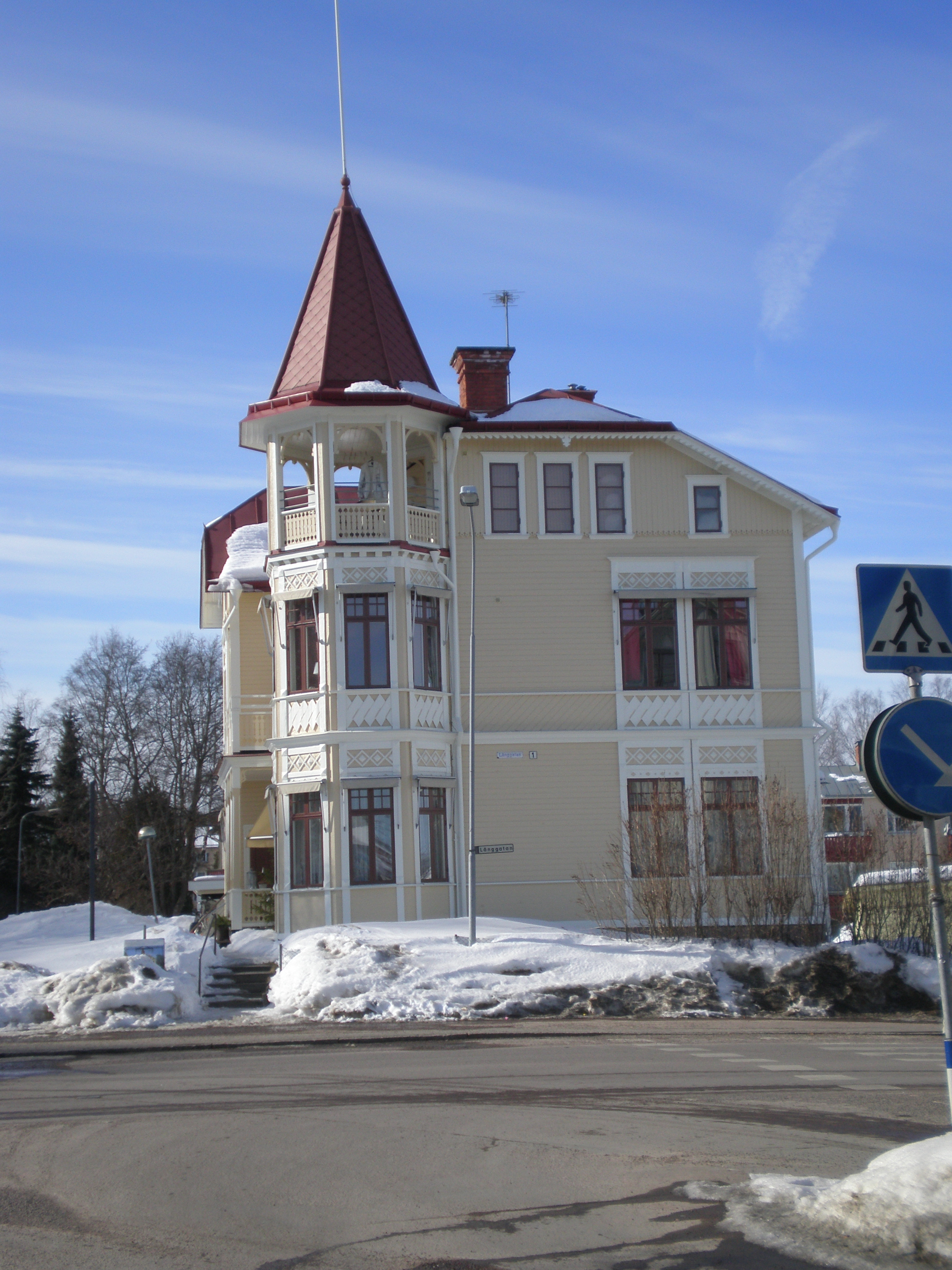
Villa Helios i Sunne.

Axel Teodor Aurelius, född 23 december 1870 i Gräsmarks församling, Värmlands län, död 2 mars 1956 i Göteborg, var en svensk fotograf.
Axel Aurelius började i unga år att läsa på Chalmers i Göteborg men trivdes inte. Istället följde han med en kemiintresserad kamrat till Tyskland, där han skaffade sig fototeknisk kunskap och utrustning. Han startade sin rörelse 1889 och hade som mest ett femtontal fotografer och medhjälpare anställda. Runt åren 1903–1904 byggde Aurelius Villa Helios i Sunne för bostad och ateljéverksamhet. Han flyttade in år 1905. Samtidigt sökte han efter en fotograf som medhjälpare. Han fick svar från den unga fotografen Freja Stenberg (1882–1950) från Falkenberg som flyttade dit. Två år senare gifte de sig. Fotoverksamheten utvecklades också till att omfatta postorderförsäljning av ramar och förstoringar.
Man kunde även få fotografiska bilder överförda till siden, sammet eller porslin. Familjen Aurelius flyttade till Göteborg år 1919, där de satte upp "Fotografiska konstljus-Atelieren" på Kungstorget 11. Makarna Aurelius är gravsatta på Gräsmarks kyrkogård.

## Första färgfotot
År 1907 tog Axel och Freja Aurelius sina första färgfoton och blev därmed pionjärer i Sverige inom färgfotografering.